# Thymallus
Thymallus – rodzaj ryb  łososiokształtnych zaliczany do lipieniowatych (Thymallinae syn. Thymallidae).

## Występowanie
Szybko płynące, zwykle podgórskie rzeki, rzadziej w czystych i chłodnych jeziorach (kraina lipienia) umiarkowanej strefy półkuli północnej – Europy, północnej Azji i Ameryki Północnej. W polskich wodach występuje lipień pospolity (Thymallus thymallus).

## Klasyfikacja
Gatunki zaliczane do tego rodzaju:
- Thymallus arcticus – lipień arktyczny[3], lipień syberyjski[3], lipień amerykański[3]
- Thymallus baicalensis – lipień bajkalski[4]
- Thymallus baicalolenensis
- Thymallus brevipinnis
- Thymallus brevirostris – lipień mongolski[3]
- Thymallus burejensis
- Thymallus flavomaculatus
- Thymallus grubii
- Thymallus mertensii
- Thymallus nigrescens – lipień kosogolski[3]
- Thymallus pallasii – lipień wschodniosyberyjski[5]
- Thymallus svetovidovi
- Thymallus thymallus – lipień pospolity[3], lipień europejski[5], lipień[4]
- Thymallus tugarinae

Gatunkiem typowym jest Salmo thymallus (Th. thymallus).

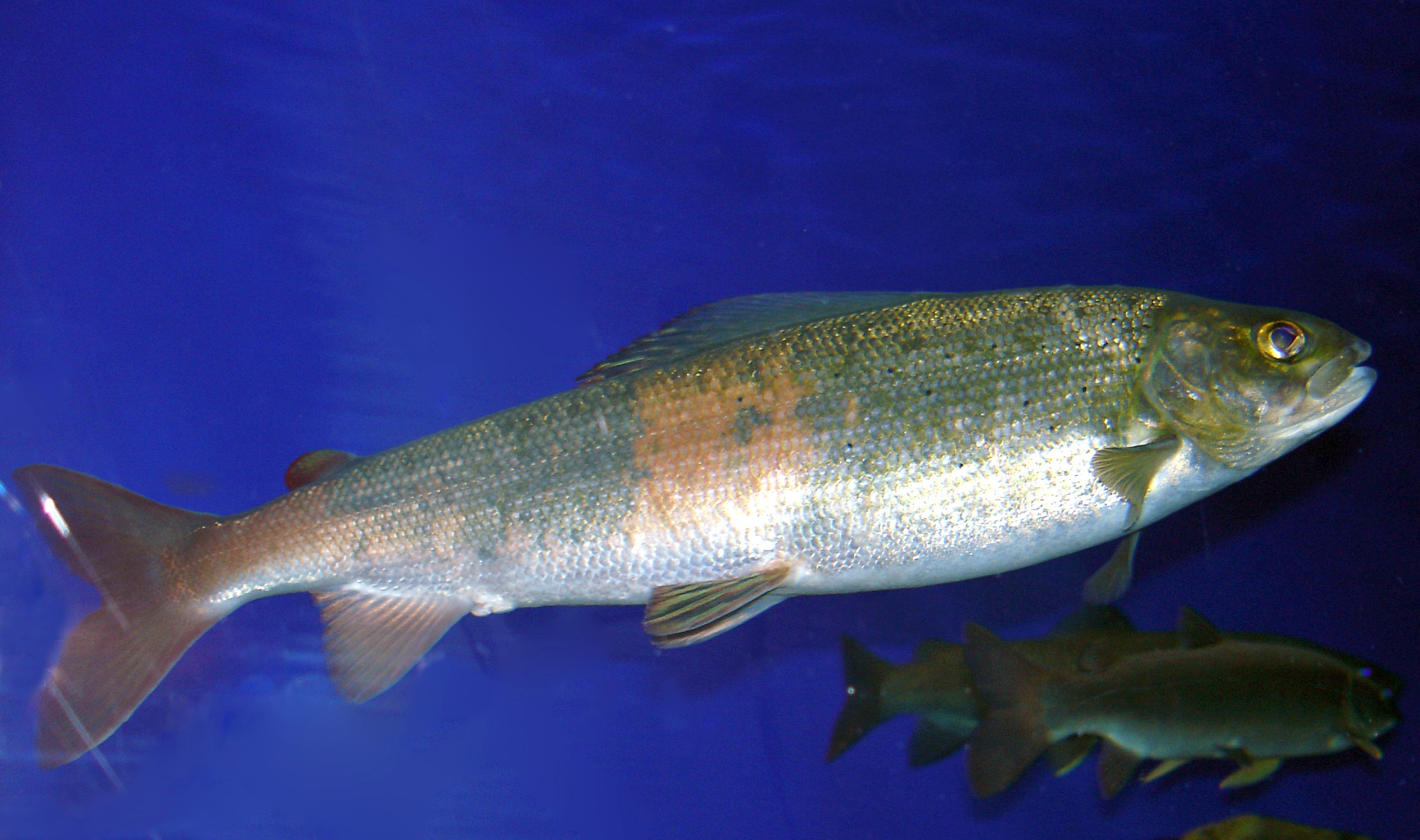
Thymallus baicalensis
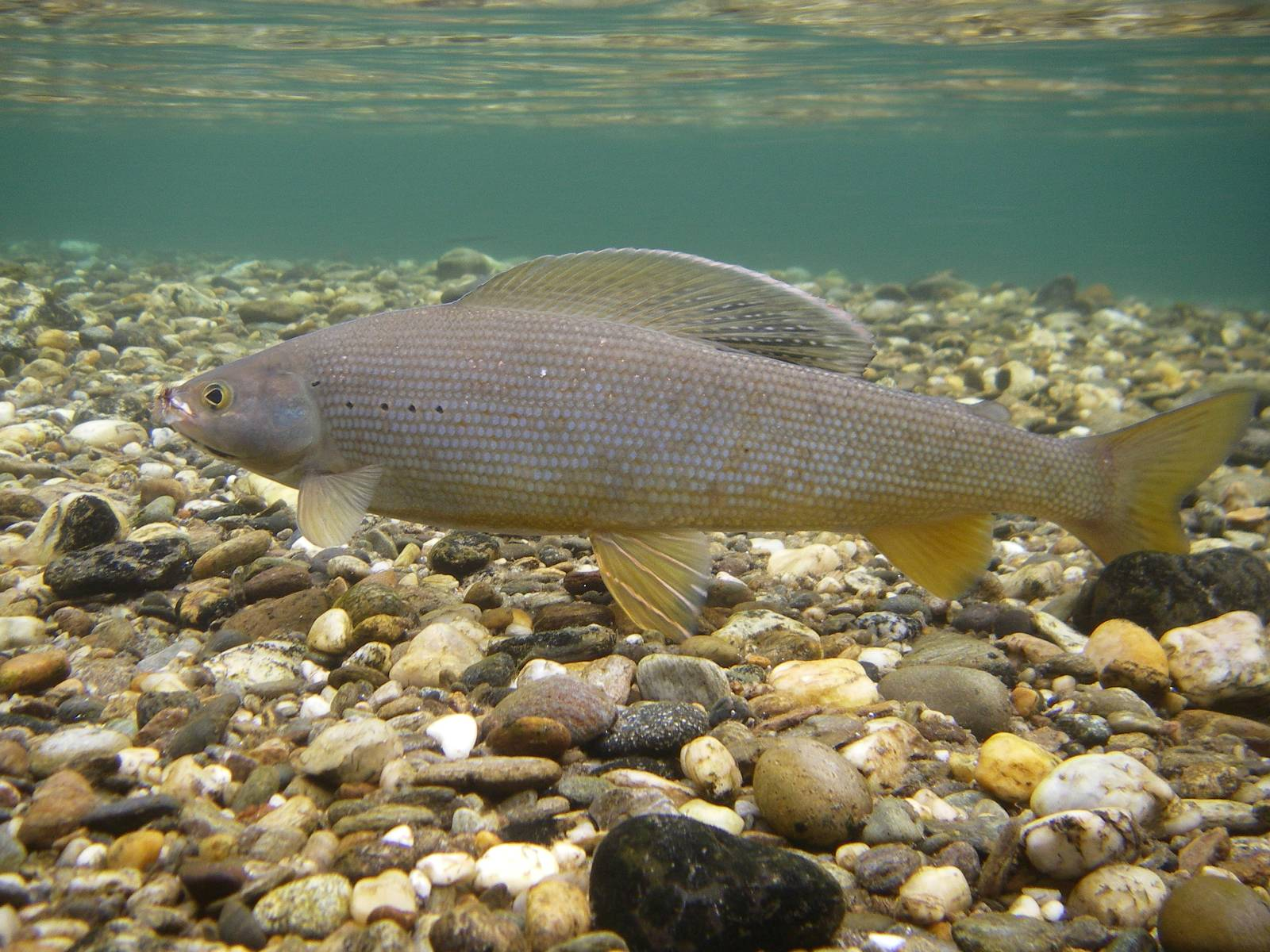
Thymallus arcticus